# 鼈甲家一家
鼈甲家一家（べっこうやいっか）は、東京都台東区西浅草に本拠を置く博徒系暴力団で、指定暴力団・住吉会の二次団体。

## 系譜
- 初　代 - 一見直吉
- 二代目 - 前沢四郎
- 三代目 - 藤本 竹二郎
- 四代目 - 藤本嘉昭
- 五代目 - 宮坂政義（抹消）
- 五代目 - 前川仁司
- 六代目 - 小林 雄二郎